# Liste der Straßennamen von Igersheim

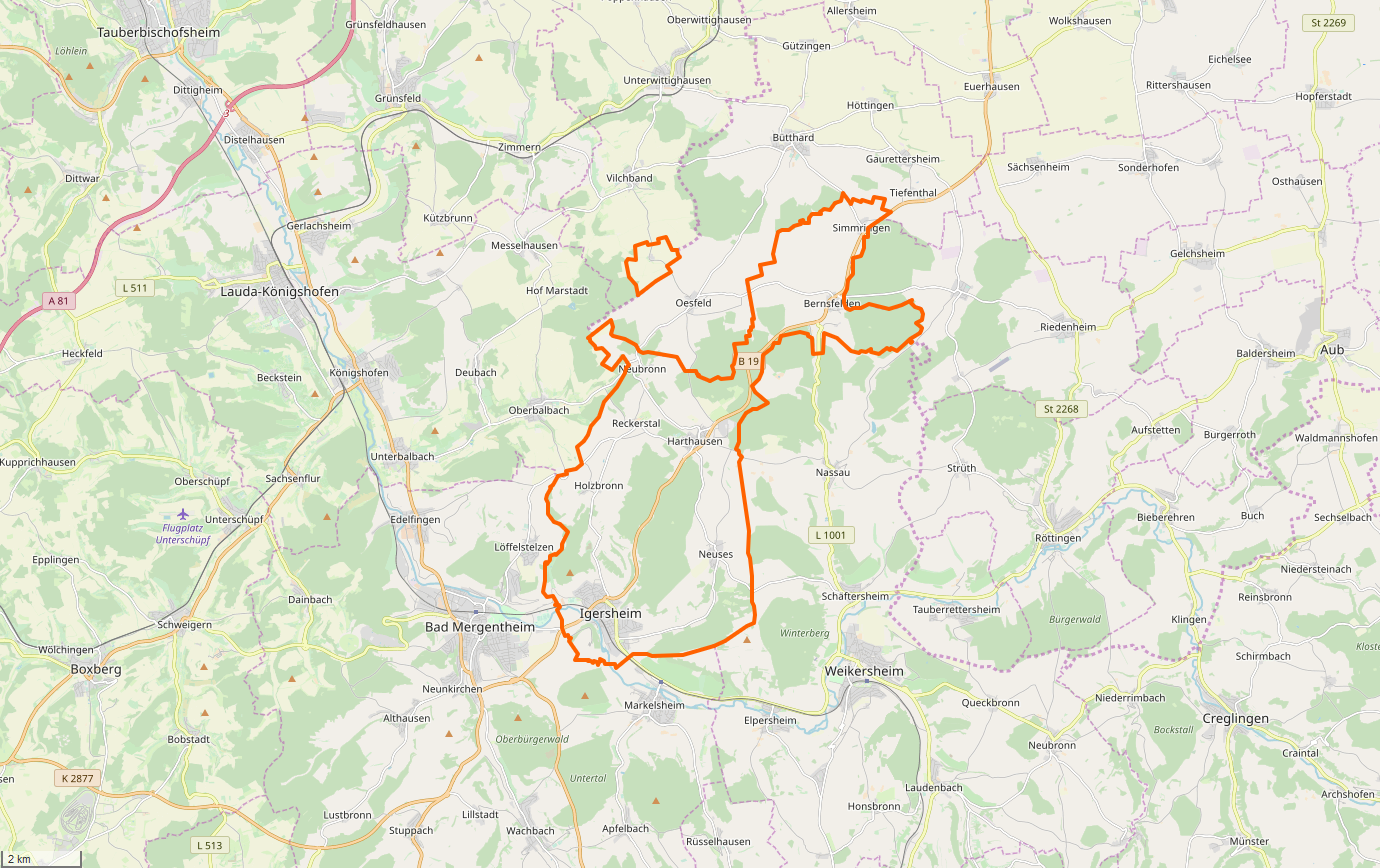
Gemarkung und Lage der Gemeinde Igersheim

Wappen der Gemeinde Igersheim

Diese Liste der Straßennamen von Igersheim zeigt die Namen der aktuellen und historischen Straßen, Gassen, Wege und Plätze der Gemeinde Igersheim und deren Ortsteile (Bernsfelden, Harthausen, Neuses und Simmringen) sowie deren Namensherkunft, Namensgeber oder Bedeutung, sofern bekannt. Im Zuge der Gebietsreform in Baden-Württemberg wurden zahlreiche Straßen umbenannt, da diese ansonsten doppelt vorgekommen wären.
Der Artikel ist Teil der übergeordneten Liste der Straßennamen im Main-Tauber-Kreis. Die Liste erhebt keinen Anspruch auf Vollständigkeit.
| Historische Straßennamen – Rad- und Wanderwege – Einzelnachweise – Weblinks |

## A
- Adolf-Kolping-Weg – benannt nach Adolf Kolping
- Alte Ziegelei – hier befand sich bis 2003 das Gelände des früheren Ziegelwerks der Gebr. Hock KG
- Altenbergring – liegt am Fuße des 345 m hohen Altenbergs
- Altenbergweg – liegt am Fuße des Altenbergs
- Alter Graben
- Am Hohenrain
- Am Kitzberg
- Am Lindach – im Ortsteil Bernsfelden
- Am Seedamm – im Ortsteil Bernsfelden
- Am Spießle
- Am Weinberg
- An der Klinge

## B

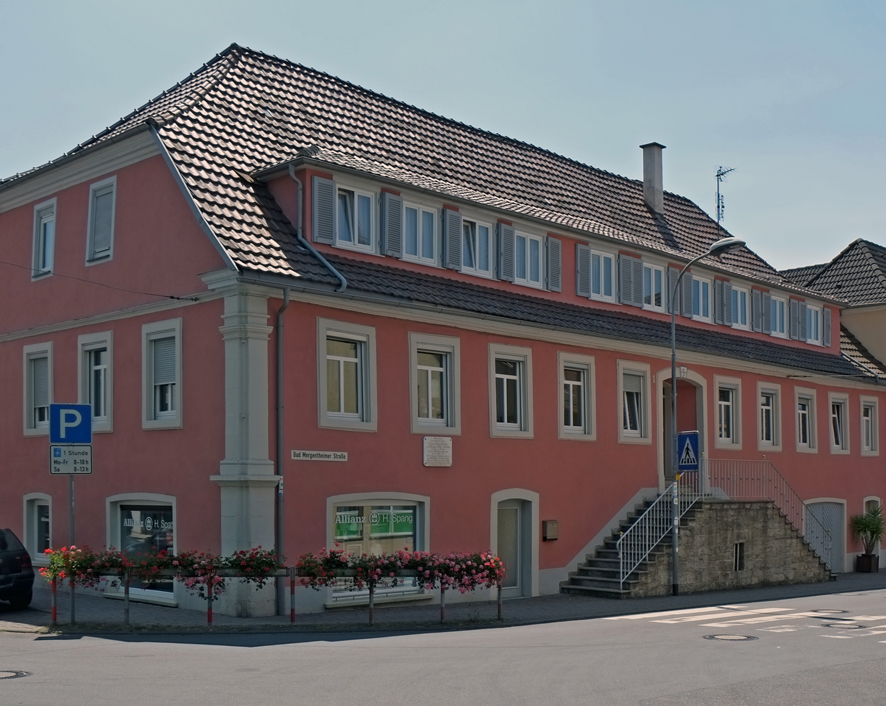
Geburtshaus von Johann Adam Möhler, Bad Mergentheimer Straße

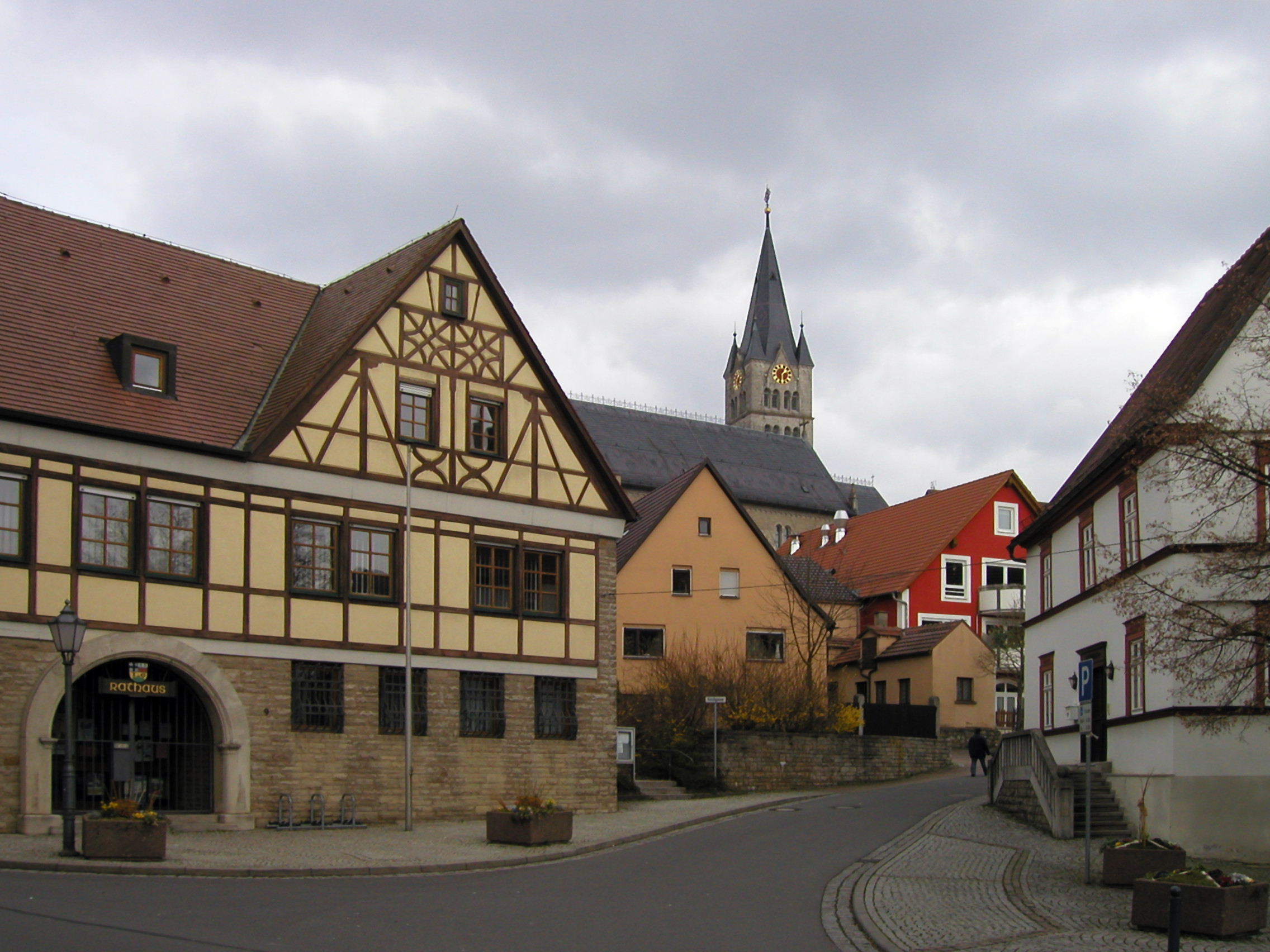
Das Igersheimer Rathaus und die katholische Kirche St. Michael,
Burgstraße/Kirchgasse

- B 19 – Ortsumgehung beim Ortsteil Simmringen, durch den Ortsteil Bernsfelden, Ortsumfahrung beim Ortsteil Harthausen und durch Igersheim
- Bachgasse
- Bachsträßchen – am Harthauser Talbach
- Bad Mergentheimer Straße – in Igersheim in Richtung Bad Mergentheim, bis zur Gebietsreform in Baden-Württemberg Hauptstraße
- Bahnhofstraße – am 1869 erbauten, denkmalgeschützten Bahnhof Igersheim, Teil der Sachgesamtheit Bahnstrecke Bad Mergentheim-Crailsheim
- Bauernwiesenweg
- Baumgartenstraße – im Ortsteil Bernsfelden
- Beethovenstraße – benannt nach dem Komponisten Ludwig van Beethoven, daneben befinden sich weitere nach bekannten Komponisten benannte Straßen (Händel, Haydn, Mozart, Reger und Schubert)
- Bergstraße – im Ortsteil Neuses
- Bernsfelder Straße – im Ortsteil Harthausen, in Richtung des Ortsteils Bernsfelden
- Biegelweg
- Bildstockweg – im Ortsteil Bernsfelden
- Birkenweg
- Bismarckstraße – benannt nach dem deutschen Reichskanzler Otto von Bismarck
- Bittumstraße
- Bodenweg – im Ortsteil Neuses
- Böhmerwaldstraße – benannt nach dem Böhmerwald
- Bowiesen – der Wohnplatz Bowiesen ist eine Exklave des Ortsteils Bernsfelden ohne eigene Straßennamen[2]
- Brahmsstraße, benannt nach dem Komponisten Johannes Brahms
- Breite-Egert-Straße
- Breiter Weg – im Ortsteil Harthausen
- Brucknerstraße – benannt nach dem Komponisten Anton Bruckner
- Brunnengasse
- Burgstraße – In der heutigen Burgstraße 22 befand sich die ehemalige Synagoge Igersheim. Zum Gedenken an die während der Zeit des Nationalsozialismus ermordeten Bürger der jüdischen Gemeinde Igersheim wurden im Jahre 2009 in der Burgstraße Stolpersteine angebracht.[3]

## C
- Cronbergstraße – Benannt nach Walther von Cronberg, Deutschmeister und von 1527 bis zu seinem Tod 1543 auch Hochmeister des Deutschen Ordens. Er verlegte den Deutschmeistersitz von der im Bauernkrieg verwüsteten Burg Horneck nach Mergentheim (neben Igersheim).

## D
- Dachsbauweg

## E
- Eichenlöhle – beim Ortsteil Bernsfelden; Löhle entspricht dem Flurnamen „Loch“, also einem lichten Wald
- Eichwaldstraße
- Entengasse
- Erlenbachtalstraße – im Bereich der Mündung des Erlenbachs in die Tauber sowie am gleichnamigen Wohnplatz Erlenbach
- Erlenbachtalweg – etwa einen Kilometer außerhalb des Wohnplatzes Erlenbach im Erlenbachtal[4]
- Erlenbachweg – am gleichnamigen Wohnplatz Erlenbach

## F
- Finkenstraße – im Ortsteil Neuses
- Frankenstraße – benannt nach der geographischen Region Franken
- Friedhofsweg – im Ortsteil Harthausen
- Friedrich-Ebert-Straße – benannt nach dem deutschen Reichspräsidenten Friedrich Ebert
- Frühlingstraße – benannt nach der Jahreszeit Frühling

## G
- Galgenbergstraße
- Gartenweg
- Goldbachstraße
- Grundbirnbaumweg
- Gumpenweg

## H

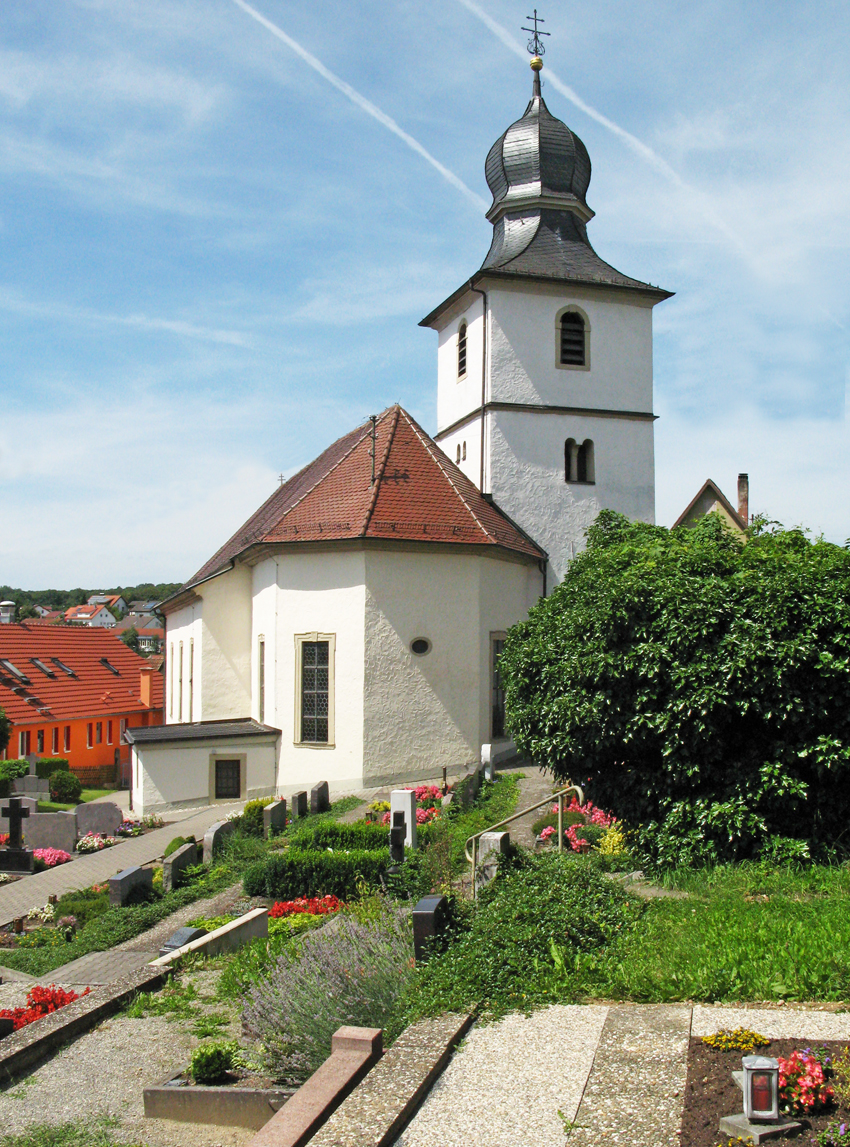
St. Ägidius in Harthausen, Hauptstraße 34

- Hagenhof – am Wohnplatz Hagenhof beim Ortsteil Bernsfelden[5]
- Händelstraße – benannt nach dem Komponisten Georg Friedrich Händel, daneben befinden sich weitere nach bekannten Komponisten benannte Straßen (Beethoven, Haydn, Mozart, Reger und Schubert)
- Hangweg
- Harthäuser Straße – in Igersheim in Richtung des Ortsteils Harthausen
- Hasenpfad
- Hauptstraße – im Ortsteil Harthausen
- Haydnstraße – benannt nach dem Komponisten  Joseph Haydn, daneben befinden sich weitere nach bekannten Komponisten benannte Straßen (Beethoven, Händel, Mozart, Reger und Schubert)
- Hermann-von-Mittnacht-Straße – Benannt nach Hermann von Mittnacht, dessen Vorfahren aus dem Igersheimer Weiler Reisfeld stammen.[6]
- Herrenwiesenstraße
- Hohenloher Weg – benannt nach der geographischen Region Hohenlohe
- Höhenweg – im Ortsteil Harthausen
- Holzäcker
- Holzbronn – im gleichnamigen Wohnplatz Holzbronn[7]

## I
- Igersheimer Straße – im Ortsteil Neuses, durch den Ort in Richtung Igersheim
- Im Flürle
- Im Haukele – im Ortsteil Neuses
- Im Wiesengrund

## K

Ein Bildstock bei Bernsfelden, an der K 2805

- K 2805 – im Ortsteil Bernsfelden
- K 2806 – im Ortsteil Simmringen
- K 2848 – in den Ortsteilen Harthausen  und Neuses
- K 2849 – im Ortsteil Harthausen und in Igersheim
- K 2850 – in Igersheim und im Ortsteil Neuses
- Kapellenweg
- Kastanienweg – im Ortsteil Neuses, benannt nach der Baumart Rosskastanie
- Kirchbergring
- Kirchbergstraße
- Kirchenrain – im Ortsteil Harthausen
- Kirchgasse
- Konrad-Adenauer-Straße – benannt nach dem ersten deutschen Bundeskanzler Konrad Adenauer
- Konrad-von-Brauneck-Straße – Die Burg Brauneck bei Igersheim wurde um 1230 unter Konrad von Brauneck (auch Konrad von Hohenlohe) erbaut und erstmals urkundlich erwähnt. Dieser begründete die Linie Hohenlohe-Brauneck, der eine große Anzahl der umliegenden Dörfer gehörte. Die Burg Brauneck war für das Adelsgeschlecht einer der Stammsitze und eine der umfangreichsten Burganlagen der damaligen Zeit.[8]
- Kreuschweg – im Ortsteil Neuses

## L
- L 2251 – in Igersheim

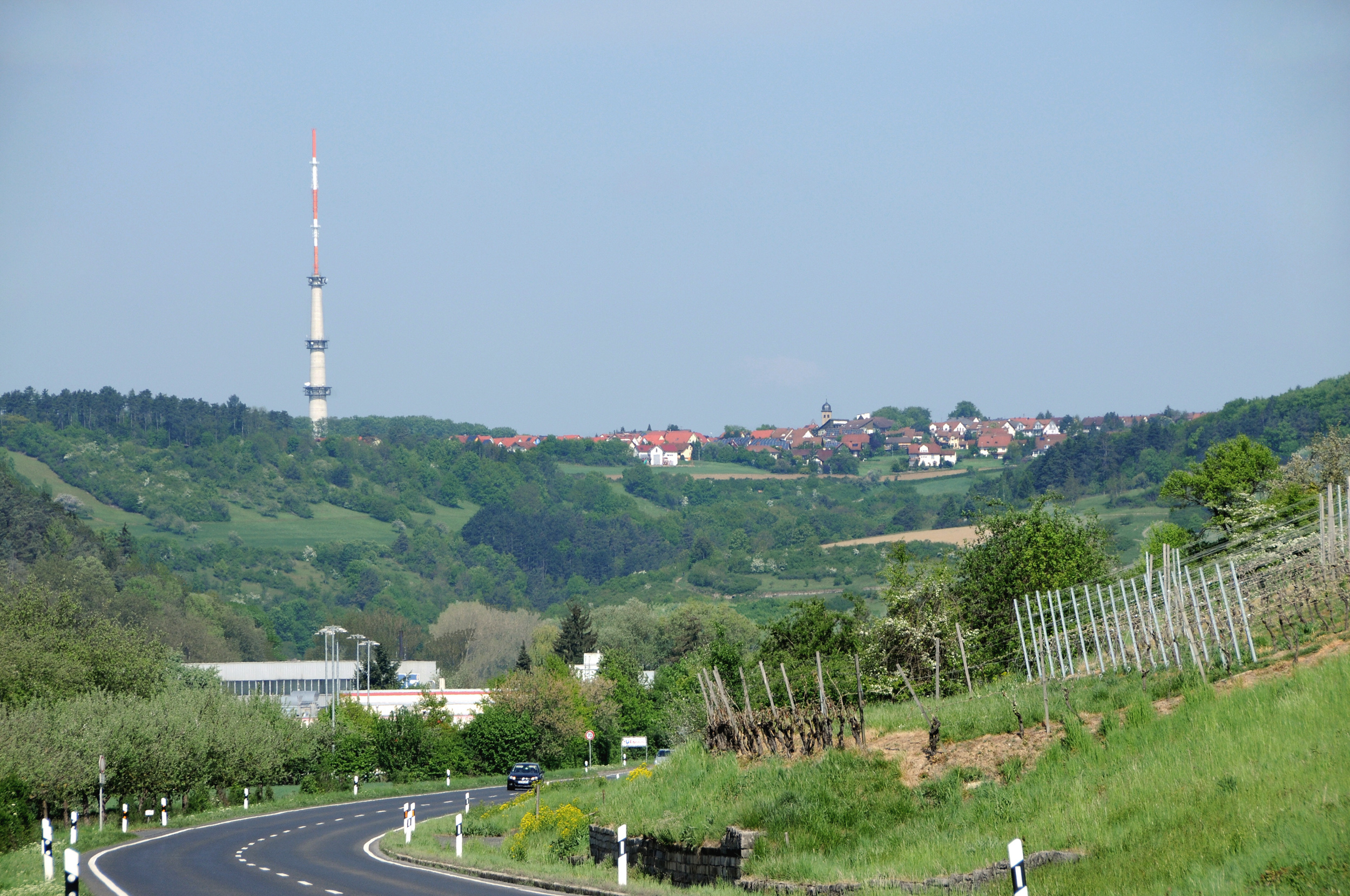
L 2251 vor Igersheim

- Lange Straße – im Ortsteil Harthausen
- Lärchenweg – benannt nach der Baumart Lärche
- Leitenweg
- Lindenweg – benannt nach der Baumart Linde
- Lochenweg – im Ortsteil Harthausen
- Löffelsgrabenstraße
- Louisgarder Weg – im Ortsteil Harthausen, in Richtung des Weikersheimer Wohnplatzes Louisgarde

## M
- Mackweg
- Meisenweg – im Ortsteil Neuses, benannt nach dem Vogel Meise
- Meßklingenweg
- Milchlingstraße
- Mittlere Schrot
- Mittlere Straße – im Ortsteil Bernsfelden
- Möhlerplatz – nach dem in Igersheim geborenen Theologen Johann Adam Möhler; im Zentrum des Ortes
- Mozartstraße – benannt nach dem Komponisten Wolfgang Amadeus Mozart, daneben befinden sich weitere nach bekannten Komponisten benannte Straßen (Beethoven, Händel, Haydn, Reger und Schubert)
- Mühlgasse
- Mühlweg

## N

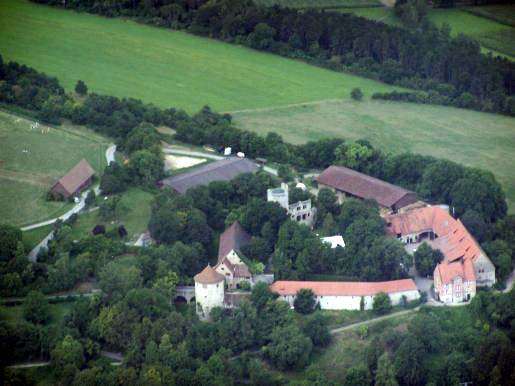
Die Burg Neuhaus, Neuhaus

- Nassauer Straße – im Ortsteil Harthausen, in Richtung des Weikersheimer Stadtteils Nassau
- Neubronn – im gleichnamigen Wohnplatz Neubronn[9]
- Neugreutstraße
- Neuhaus – liegt an der Burg Neuhaus am gleichnamigen Wohnplatz Neuhaus[10]
- Neuseser Straße – im Ortsteil Harthausen, in Richtung des Ortsteils Neuses
- Neuseser-Tal-Straße

## O
- Ob den Tannen
- Obere Straße – im Ortsteil Bernsfelden
- Odenwaldstraße – benannt nach dem Mittelgebirge Odenwald, daneben befinden sich weitere nach Mittelgebirgen benannte Straßen (Rhön, Spessart und Steigerwald)
- Oesfelder Straße – im Ortsteil Bernsfelden, in Richtung Oesfeld im Landkreis Würzburg in Bayern

## P
- Pfadäckerweg – im Ortsteil Harthausen
- Pfarrgang
- Pfarrgartenweg

## R
- Rainweg – im Ortsteil Neuses
- Rathausstraße – im Ortsteil Neuses
- Reckerstal – benannt nach dem gleichnamigen Wohnplatz Reckerstal[11]
- Reckerstaler Straße – im Ortsteil Harthausen in Richtung des Weilers Reckerstal
- Regerstraße – benannt nach dem Komponisten Max Reger, daneben befinden sich weitere nach bekannten Komponisten benannte Straßen (Beethoven, Händel, Haydn, Mozart und Schubert)
- Reisfeld – im gleichnamigen Wohnplatz Reisfeld[12]
- Reisfelder Höhe – auf einer Anhöhe in der Nähe des Wohnplatzes Reisfeld
- Reisfelder Steige – von Igersheim in Richtung des Wohnplatzes Reisfeld
- Rhönstraße – benannt nach dem Mittelgebirge Rhön, daneben befinden sich weitere nach Mittelgebirgen benannte Straßen (Odenwald, Spessart und Steigerwald)
- Richtweg
- Riedweg – im Ortsteil Harthausen
- Roggenbergstraße
- Römerweg
- Rosenweg – im Ortsteil Harthausen

## S
- Schafgraben
- Schäftersheimer Pfad – im Ortsteil Neuses, in Richtung des Weikersheimer Stadtteils Schäftersheim
- Schafwiese
- Schattenweg – im Ortsteil Harthausen
- Schlesierstraße – nach der Flucht und Vertreibung Deutscher aus Mittel- und Osteuropa 1945–1950 ließen sich zahlreiche schlesische Familien in der Region nieder (siehe auch: Sudetenstraße)
- Schmale Gasse
- Schmiedgasse – im Ortsteil Bernsfelden
- Schrannenweg
- Schubertstraße – benannt nach dem Komponisten Franz Schubert, daneben befinden sich weitere nach bekannten Komponisten benannte Straßen (Beethoven, Händel, Haydn, Mozart, Reger und Schubert)
- Schüllenweg – im Ortsteil Harthausen
- Schulstraße
- Seestraße
- Seewiesenweg – im Ortsteil Bernsfelden
- Simmringen – im Ortsteil Simmringen
- Spessartstraße – benannt nach dem Mittelgebirge Spessart, daneben befinden sich weitere nach Mittelgebirgen benannte Straßen (Odenwald, Rhön und Steigerwald)
- Spießlesweg
- Sportplatzweg – im Ortsteil Harthausen in Richtung des Fußballplatzes
- Steigerwaldstraße – benannt nach dem Mittelgebirge Steigerwald, daneben befinden sich weitere nach Mittelgebirgen benannte Straßen (Odenwald, Rhön und Spessart)
- Steigholzweg
- Steigstraße – im Ortsteil Neuses
- Steinweg – im Ortsteil Harthausen
- Stresemannweg – benannt nach dem deutschen Außenminister Gustav Stresemann
- Sudetenstraße – nach der Vertreibung der Deutschen aus der Tschechoslowakei ließen sich zahlreiche sudetendeutsche Familien in der Region nieder (siehe auch: Schlesierstraße)

## T
- Talstraße – im Ortsteil Harthausen
- Tauberbergstraße – benannt nach einer Erhebung am Rande des Taubertals; siehe auch die naturräumliche Haupteinheit Tauberberg (und deren Untergliederungseinheiten), in der die Gemeinde Igersheim liegt
- Tauberweg – liegt im Hauptort Igersheim, an der Tauber
- Theodor-Heuß-Straße – benannt nach dem ersten deutschen Bundespräsidenten Theodor Heuss
- Triebweg
- Tulpenstraße – im Ortsteil Harthausen, benannte nach der Blumenart Tulpe

## U
- Untere Straße – im Ortsteil Bernsfelden

## W
- Wacholderberg

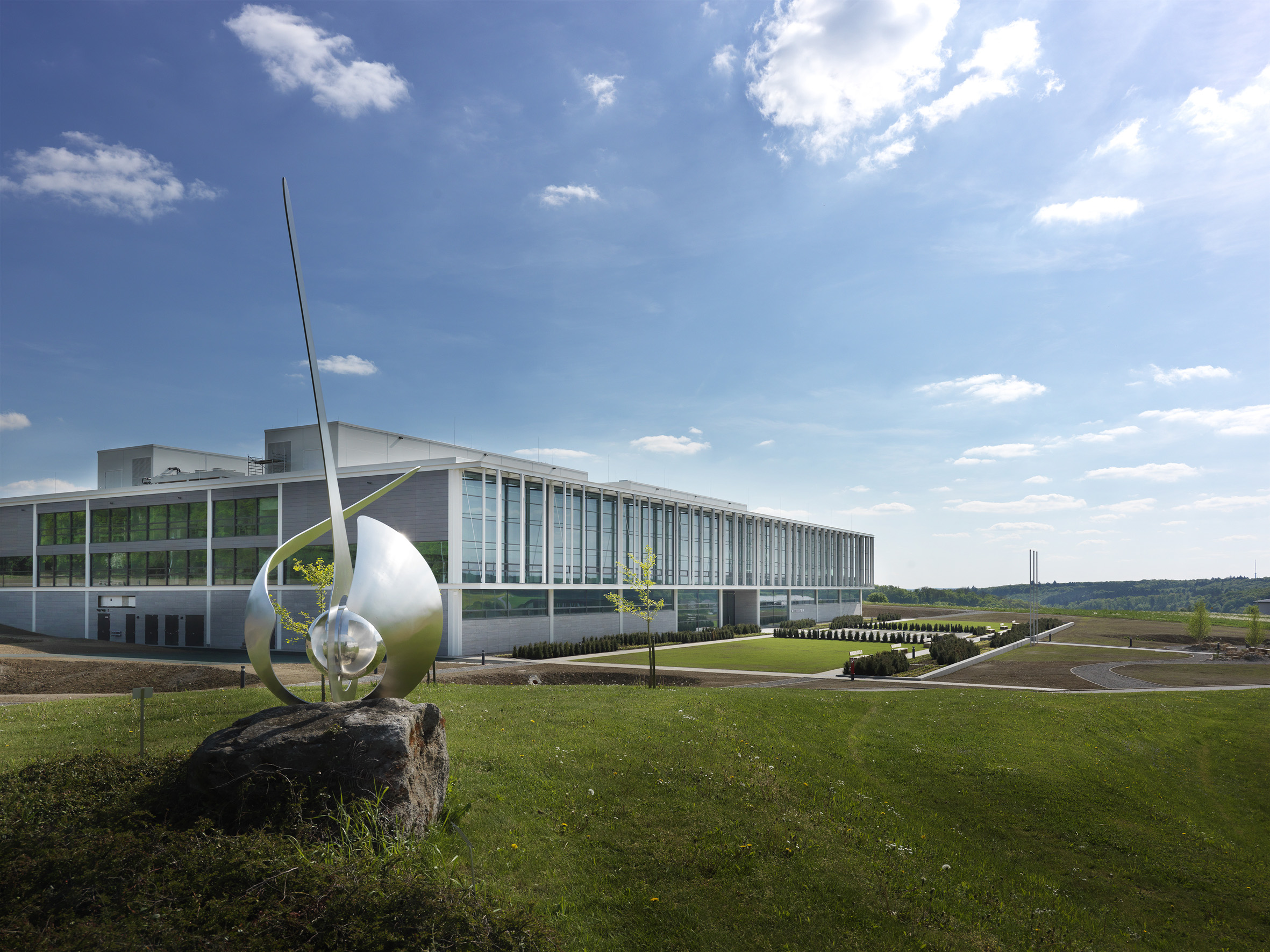
Hauptsitz der Wittenstein SE in Harthausen, Walter-Wittenstein-Straße

- Wacholderweg – benannt nach dem Strauchart Wacholder
- Wagnerstraße – benannt nach dem Komponisten Richard Wagner
- Waldweg – im Ortsteil Bernsfelden
- Walter-Wittenstein-Straße – im Ortsteil Harthausen, benannt nach dem Gründer der Firma Wittenstein SE, einem Hersteller von Planetengetrieben, mit Sitz in Harthausen
- Weberstraße
- Weidengasse
- Weinbergweg
- Wiesenweg – im Ortsteil Neuses
- Wölffleweg
- Würzburger Straße – im Ortsteil Bernsfelden in Richtung Würzburg

## Z
- Zum Farrenstall – „Farren“ sind die geschlechtsreifen Stiere, die sich nicht jeder einzelne Bauer im Ort zur Besamung seiner Kühe halten konnte
- Zum Felsenkeller – in der Nähe befand sich der gemeinsame Eiskeller des Ortes
- Zum Stein
- Zum Vogelherd
- Zwerchweg

## Historische Straßennamen
H
- Hauptstraße – in Igersheim in Richtung Bad Mergentheim, bis zur Gebietsreform in Baden-Württemberg als Hauptstraße, heute: Bad Mergentheimer Straße

## Rad- und Wanderwege
- Jakobsweg Main-Taubertal

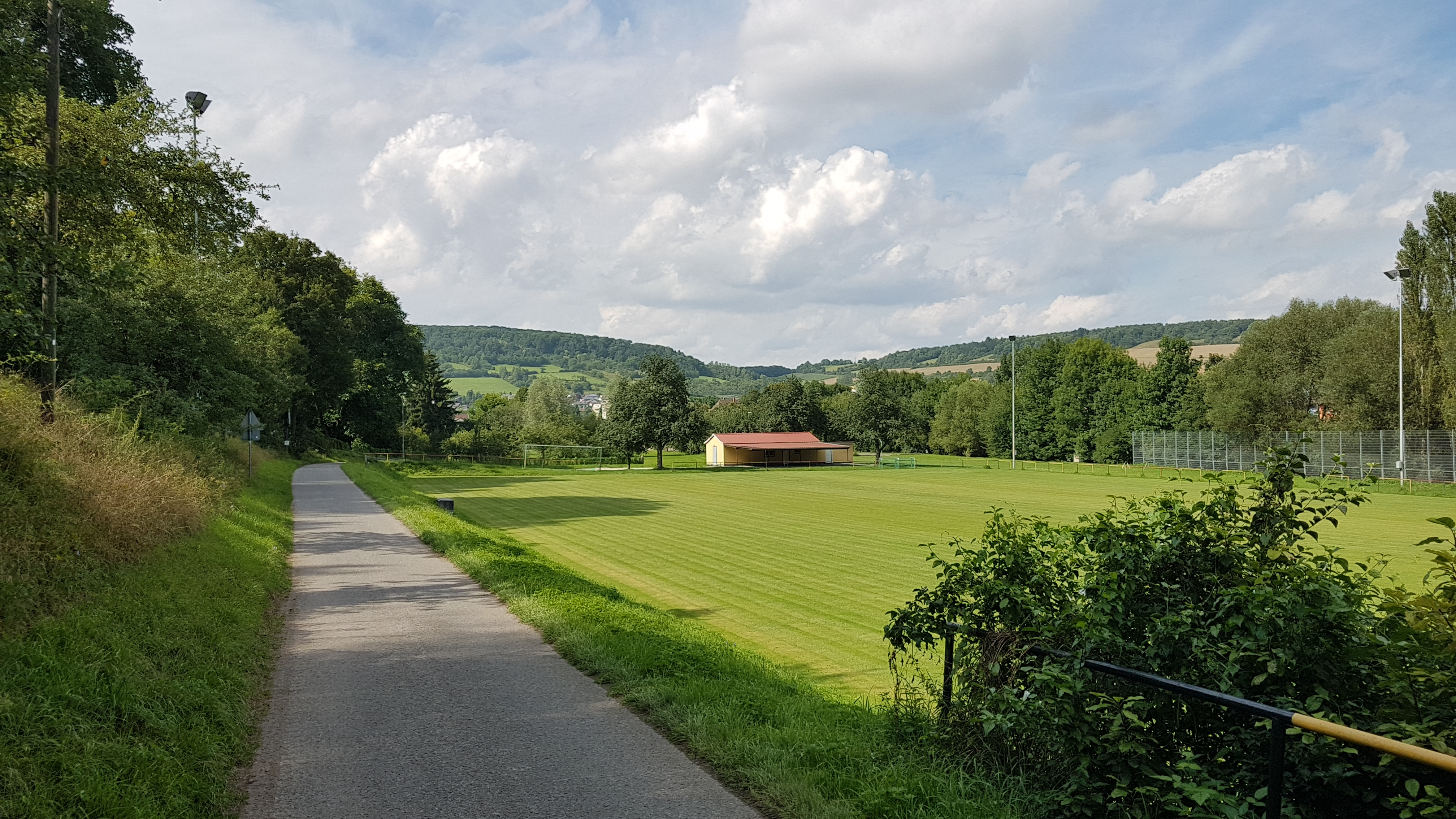
Der Taubertalradweg bei Igersheim

  - Etappe 6: Lauda – Bad Mergentheim – Igersheim – Markelsheim[13]
- Panoramaweg Taubertal
  - Etappe 2: Creglingen – Weikersheim – Igersheim – Bad Mergentheim[14]
- Taubertalradweg